# Gaëtan Vestris
Pour les articles homonymes, voir Vestris.
Gaetano Apolline Baldassare Vestris, dit Gaëtan Vestris, est un danseur et chorégraphe franco-italien né à Florence le 18 avril 1729 et mort à Paris le 23 septembre 1808.

## Biographie

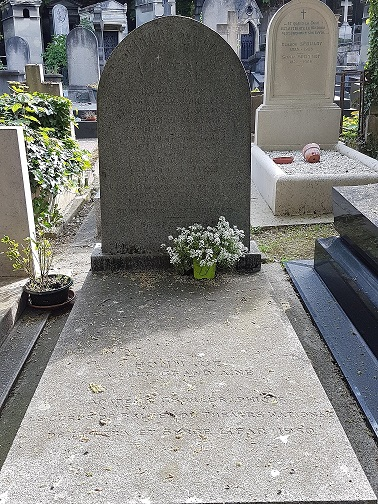
Sépulture de Gaëtan Vestris et de son fils Auguste Vestris au cimetière de Montmartre.

Formé à la danse et à la musique, il débute en Italie puis à Vienne et à Dresde. Arrivé à Paris en 1747, il se perfectionne auprès de Louis Dupré, entre à l'Opéra l'année suivante et succède à son maître en 1751 comme premier danseur. À la suite d'un différend avec le maître de ballet Jean-Barthélemy Lany, qui se solde par un duel et un emprisonnement de Vestris, celui-ci est renvoyé, puis s'exile à Berlin et à Turin avant de réintégrer l'Opéra. Il danse notamment, comme la Guimard, dans le prologue du ballet Ballet des élémens chorégraphié par les Lany, père et fils, le 8 novembre 1764 à Fontainebleau.
À partir de 1761, il se rend régulièrement à Stuttgart pour interpréter les ballets de Noverre puis, après une nouvelle exclusion de l'Opéra (1767-69), il le réintègre comme maître de ballet, poste qu'il occupera jusqu'en 1776, cédant la place à Noverre lui-même.
En 1781, il triomphe au King's Theatre de Londres, où il retourne régulièrement monter les ballets de Noverre.
Il a dit : « Il n'y a que trois grands hommes au monde : moi, Voltaire et le roi de Prusse ».
Brillant interprète du « style noble », il admire Noverre qui le lui rend bien : dans ses Lettres sur la danse, celui-ci écrit :
« Vestris le père hérita du beau talent de Dupré et de son sobriquet ; on le proclama dieu de la Danse ; il égala son maître en perfection, et le dépassa en variété et en goût. Vestris dansait le pas de deux avec sentiment et élégance. Ses fréquents voyages à Stuttgart le conduisirent à l'étude ; il devint grand acteur, et sut embellir par la vérité de son action tous mes poèmes pantomimes dans lesquels il joua les premiers personnages. Sa retraite de l'Opéra porta un coup fatal à la belle danse : privée
Gaëtan Vestris est le frère d'Angiolo et de Thérèse Vestris, le père d'Auguste Vestris et le mari d'Anne Heinel, qu'il épouse le 22 octobre 1783 à l'ambassade de Suède à Paris.
Mort en 1808 à Paris, il est inhumé au cimetière de Montmartre (5e division).

## Principaux ballets

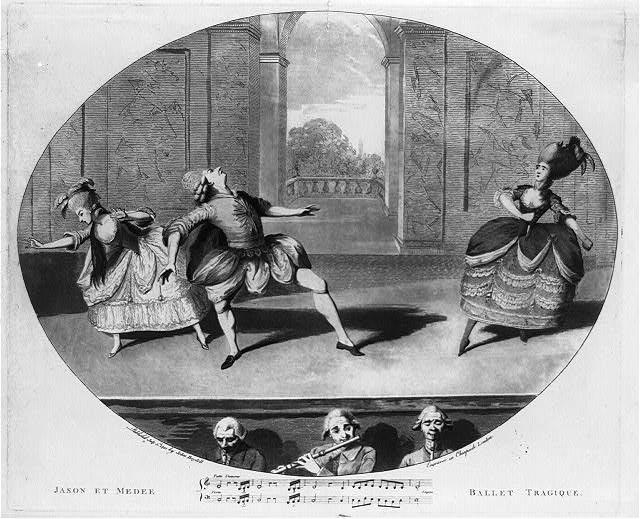
Jason et Médée avec Gaëtan Vestris dans le rôle de Jason.
Aquatinte caricaturale publiée par John Boydell à Londres en 1781.

- 1755 : Coronazione di Apollo e Dafne (Turin)
- 1755 : Feste di Bacco (Turin)
- 1767 : Médée et Jason, d'après Noverre (Vienne, Burgtheater)
- 1771 : Le Prix de la valeur (Paris, Académie royale de musique)
- 1771 : Zémire et Azor (Paris, Académie royale de musique)
- 1773 : Endymion (Paris, Académie royale de musique)
- 1773 : Céphale et Procris (Paris, Académie royale de musique)
- 1781 : Ninette à la cour, d'après Maximilien Gardel (Londres, King's Theatre)
- 1781 : Les Caprices de Galatée, d'après Noverre (Londres, King's Theatre)
- 1786 : Le Nid d'oiseau (Paris, Académie royale de musique)
- 1791 : La Mort d'Hercule, d'après Noverre (Londres, King's Theatre)
- 1791 : La Fête du seigneur (Londres, King's Theatre)